# Lamprotornis purpuroptera

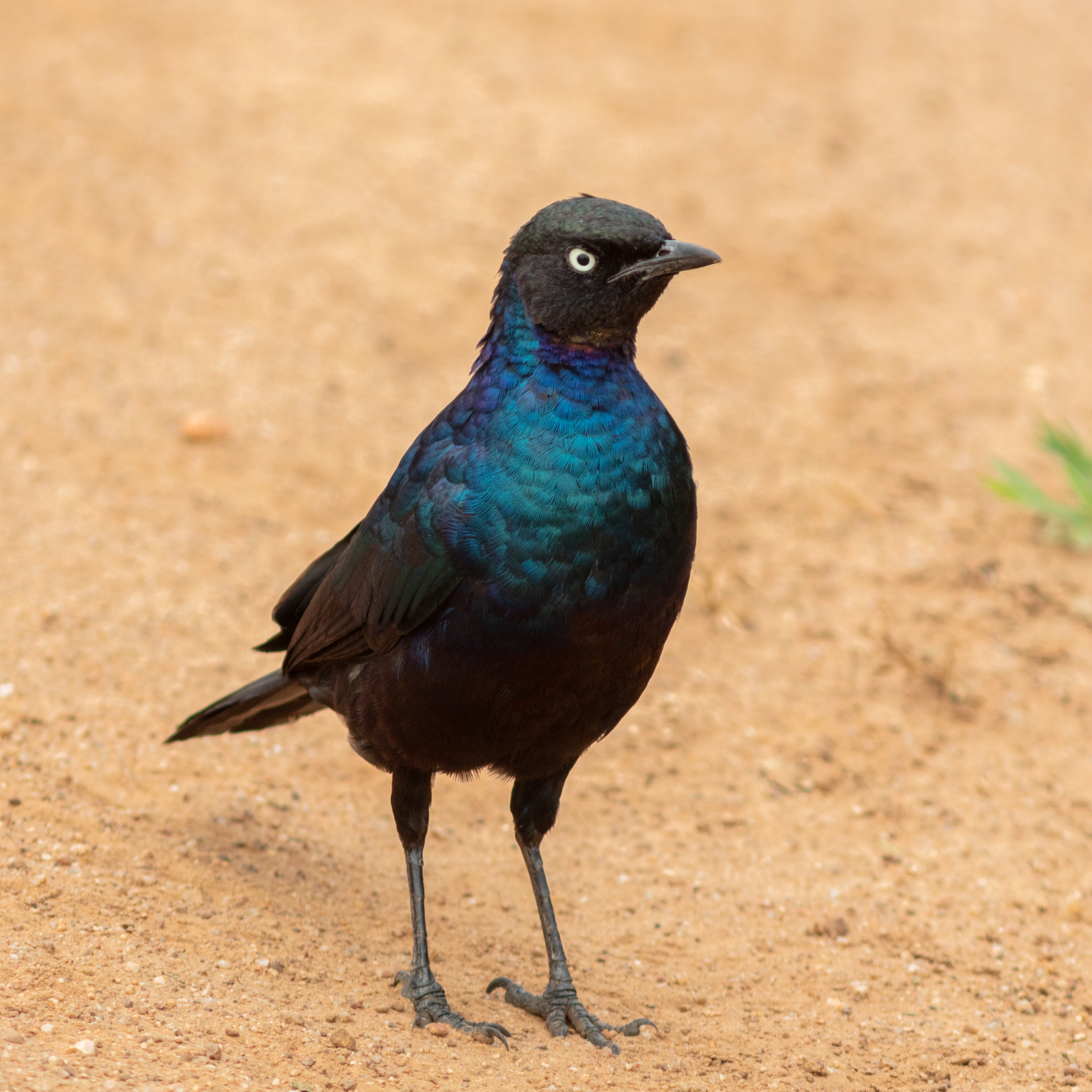
Ejemplar en el parque nacional del Lago Mburo, Uganda.

El estornino de Rüppell o estornino brillante de Ruppell (Lamprotornis purpuroptera) es una especie de ave paseriforme de la familia Sturnidae propia de África Oriental. 

## Descripción
Mide unos 35 cm de longitud y pesa entre 78 y 92 gramos. El plumaje de las aves adultas está coloreado en tonos oscuros, metálicos brillantes de azul y brilla ligeramente a púrpura. La cabeza es negra y los ojos son de un amarillo muy brillante o marfil. Las patas y el pico son de color gris oscuro. La cola es muy larga en comparación con otros miembros del género y tiene el borde escalonado con plumas de diferente longitud en el tercio posterior.
Los juveniles son muy similares a los adultos, pero su plumaje es más opaco y sus ojos un poco más oscuros.

## Distribución y hábitat
Su área de distribución se extiende en el centro de África Oriental. En el norte desde el sur de Sudán a través de Eritrea, Etiopía, el sur de Somalia, Sudán del Sur, Uganda, Kenia, el oeste de la República Democrática del Congo, Ruanda y Burundi hasta el norte de Tanzania. Su hábitat natural son los bosques, matorrales y áreas de cultivado desde el nivel del mar hasta los 2000 metros de altitud.